# Юбилейная медаль «50 лет советской милиции»
Юбилейная медаль «50 лет советской милиции» — государственная награда СССР, учреждена Указом Президиума Верховного Совета СССР от 20 ноября 1967 года в ознаменование 50-летия советской милиции и предназначалась для награждения сотрудников советской милиции, а также ветеранов запаса с выслугой 25 лет.
Автором рисунка медали является художник Гурушкин Виктор Антонович.
На момент 1 января 1995 года было награждено приблизительно 409 150 человек. 

## Положение о медали
Медаль учреждена указом Президиума Верховного Совета СССР от 20 ноября 1967 года «Об учреждении юбилейной медали „50 лет советской милиции“». Этим же указом утверждалось положение:
1. Юбилейной медалью «50 лет советской милиции» награждаются:

 лица высшего, старшего, среднего, младшего начальствующего и рядового состава милиции, положительно характеризующиеся и состоящие к 21 ноября 1967 года на службе в органах, учреждениях и учебных заведениях Министерство охраны общественного порядка СССР
Министерства охраны общественного порядка СССР;

лица, имеющие специальные звания милиции, уволенные из органов охраны общественного порядка в запас или отставку с выслугой 25 и более лет.
Указанной медалью могут также награждаться лица высшего, старшего, среднего, младшего начальствующего и рядового состава других служб и подразделений Министерства охраны общественного порядка СССР, активно способствующие органам милиции в их деятельности.

2. Награждение юбилейной медалью и ее вручение производятся от имени Президиума Верховного Совета СССР Министром охраны общественного порядка СССР, министрами охраны общественного порядка союзных и автономных республик, начальниками управлений охраны общественного порядка исполкомов краевых, областных, городских Советов депутатов трудящихся, дорожных отделов (управлений) милиции и учебных заведений Министерства охраны общественного порядка СССР.

3. Юбилейная медаль «50 лет советской милиции» вручается на основании списков, объявленных приказами.

Списки на бывших работников милиции, награждаемых юбилейной медалью «50 лет советской милиции», составляются на основании документов, подтверждающих их 25-летнюю выслугу лет.

4. О вручении награжденным юбилейных медалей составляется протокол с указанием фамилии, имени и отчества награжденного.

5. Юбилейная медаль «50 лет советской милиции» носится на левой стороне груди и при наличии орденов и медалей располагается после медали «40 лет Вооруженных Сил СССР».

6. Юбилейная медаль «50 лет советской милиции» после смерти награжденного остается вместе с удостоверением к ней в его семье для хранения как памятьВыдержка из указа Президиума Верховного Совета СССР от 20 ноября 1967 года «Об учреждении юбилейной медали „50 лет советской милиции“»
В случае утраты медали или удостоверения к ней дубликаты медали и удостоверения награжденному не выдавались. В этом случае награжденный имел право носить планку с лентой к медали установленного образца.
Указом Президиума ВС СССР от 18 июля 1980 года N 2523-X «О внесении изменений в некоторые законодательные акты СССР» в положение были внесены измения:
- строчка пятого абзаца «при наличии орденов и медалей располагается после медали „40 лет Вооруженных Сил СССР“» заменена на «при наличии других медалей СССР располагается после юбилейной медали „60 лет Вооруженных Сил СССР“»;
- шестой абзац был убран из положения[6].

После учреждения юбилейной медали «70 лет Вооружённых Сил СССР» медаль «50 лет советской милиции» располагалась после неё.
К медали выдавалось удостоверение.

## Описание медали
Медаль изготовлялась в форме круга диаметром 32 миллиметра из медно-никелевого сплава. 
На аверс награды наносилось изображение пятиконечной звезды, на которую накладывалось изображение щита, посередине которого имелась рельефная надпись «50 лет». На верхней основе щита располагалось изображение серпа и молота. В нижней части медали по бокам наносилось изображение дубовых ветвей. 
На реверс награды по окружности наносилась надпись «В ознаменование пятидесятой годовщины», в центре — надпись «советской милиции», ниже которой дата «1917 — 1967», внизу — изображение пятиконечной звёздочки. 
Медаль окаймлялась бортиком, при помощи ушка и кольца соединялась с пятиугольной колодкой. Колодка обтягивалась муаровой лентой синего цвета шириной 24 миллиметра. На ленте находилась пять продольных полос: три посередине, шириной 1 миллиметр каждая, две ближе к краям, шириной в 4,5 миллиметра.
Ушко медали было цельноштампованным, округлым. На нём (чаще всего с оборотной стороны) обычно имелось клеймо Ленинградского монетного двора в виде трёх штампованных букв маленького размера — «ЛМД».

## Галерея

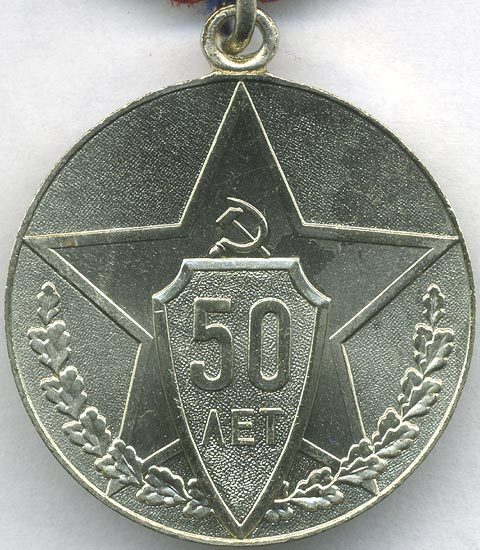
Лицевая сторона
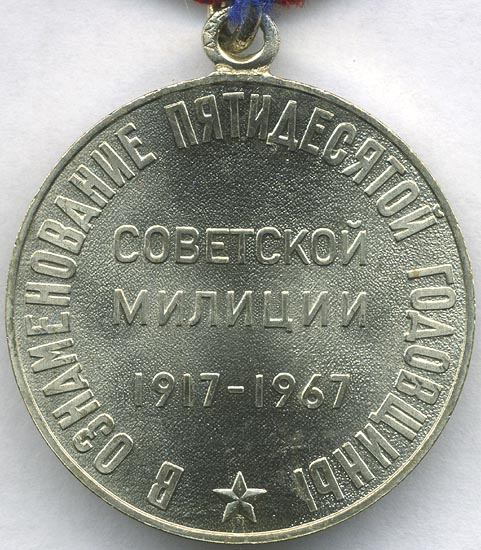
Обратная сторона